# إل. إس. كارلسن
إل. إس. كارلسن هو مهندس نرويجي، (و. 1857  م).